# Orphnaecus pellitus
Orphnaecus pellitus é uma espécie de aranha pertencente à família Theraphosidae (tarântulas).